# Eduard Vongerichten
Eduard Vongerichten (* 29. Februar 1852 in Landau in der Pfalz; † 28. August 1930 in Überlingen am Bodensee) war ein deutscher Chemiker.

## Leben
Vongerichten besuchte die Lateinschule in Landau, studierte ab 1870 in Würzburg, bei Emil Fischer und promovierte 1873 zum Dr. phil. in Erlangen. Zwei Jahre später habilitierte er sich und 1877 wurde er Leiter des chemischen Universitätslaboratoriums in Erlangen. 1878–1881 arbeitete er bei Adolf von Baeyer. Ab 1882 war er an den Farbwerken Hoechst zunächst Mitarbeiter, später Prokurist und Vorstand der wissenschaftlichen Forschungslaboratorien. Er trug wesentlich dazu bei, dass das von Ludwig Knorr synthetisierte Antipyrin in die Produktion übernommen wurde. 1893 ließ er sich als Privatgelehrter in Straßburg nieder und betrieb gleichzeitig ein eigenes Versuchslabor. Im Mai 1902 wurde er auf den Lehrstuhl für technische Chemie in Jena berufen. Zwanzig Jahre später emeritierte er.
Er forschte zur Farbstoffchemie und der Struktur der Alkaloide.